# Dieter Buroch

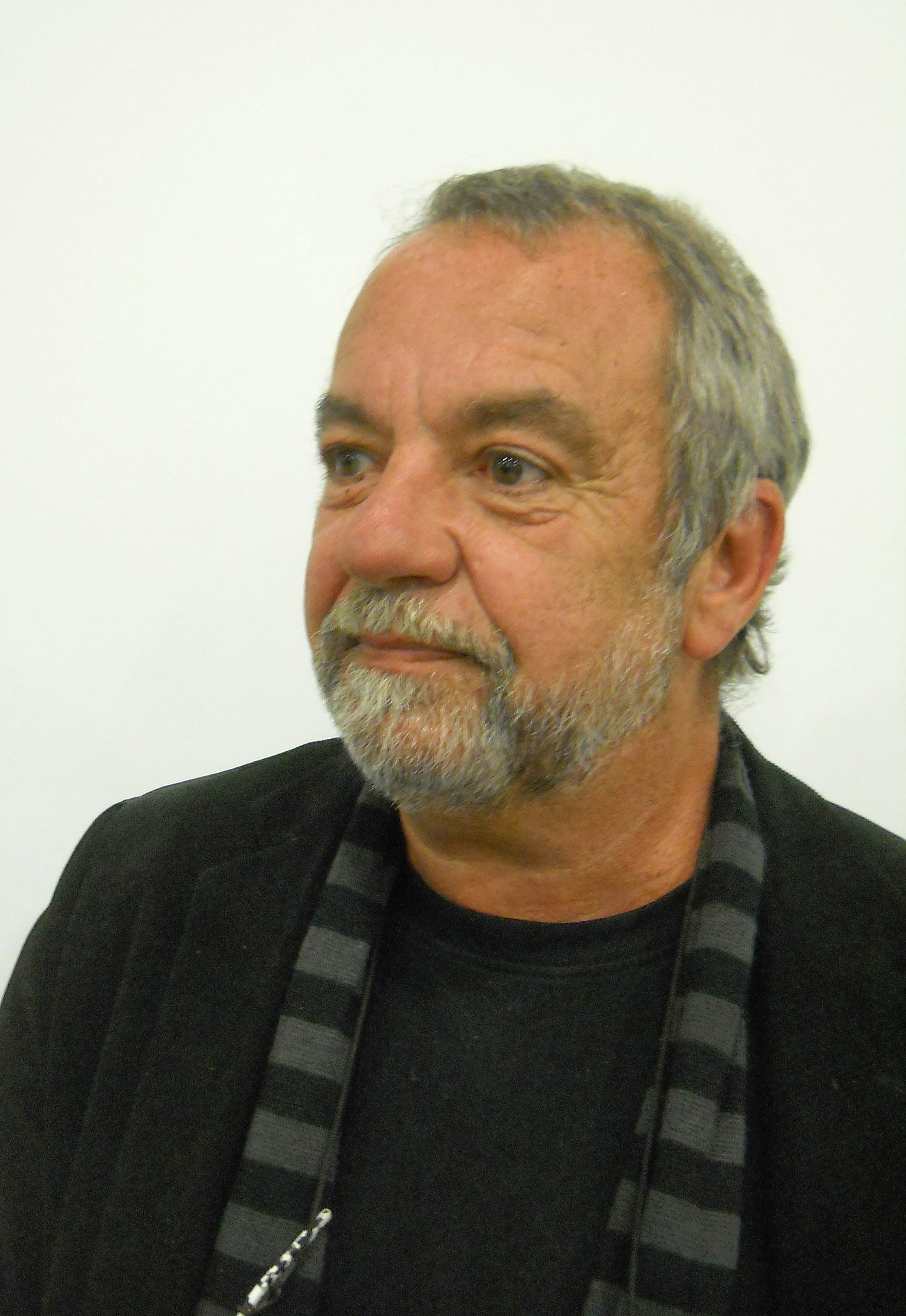
Dieter Buroch, 2014 in Bad Homburg bei Dance Rhein/Main

Dieter Buroch (* 5. März 1951 in Frankfurt am Main) ist ein deutscher Kulturmanager. Er war von 1988 bis 2011 Intendant des Künstlerhauses Mousonturm in Frankfurt am Main.

## Leben und Wirken
Von 1973 bis 1976 war Buroch freiberuflich als Kunstmaler tätig. Daneben konzipierte und veranstaltete er Konzerte, Feste und Ausstellungen. 1976 gründete er die Künstlergruppe Omnibus mit und organisierte im folgenden Jahr mit der Gruppe ein Neun-Tage-Fest in den leerstehenden, ruinösen Räumen und Hallen der ehemaligen Parfumfabrik Mouson im Frankfurter Nordend, das zu einem großen Publikumserfolg wurde. Der Frankfurter Kulturdezernent Hilmar Hoffmann („Kultur für alle“) holte Buroch anschließend als Abteilungsleiter in das Kulturamt der Stadt.
Mit einem kleinen Etat organisierte Buroch in der Folge unter dem Begriff Summertime Festival für Frankfurt die Reihen Lieder im Park, Literarischer Mittwoch, Kleinkunst im Römer und die Mittwochspause, bis hin zu dem noch bis 2013 bestehenden Jazz im Museum, sowie der Weltmusik im Palmengarten. 1986 inszenierte Buroch mit dem Liquid-Sound-Erfinder Micky Remann im Frankfurter Stadtbad Mitte das „1. Frankfurter Unterwasserkonzert“ und im gleichen Jahr das Transworld Telefon Konzert in der Kunsthalle Schirn.

## Künstlerhaus Mousonturm
1976 ersteigerte die Stadt Frankfurt das Mouson-Gelände, das anschließend unter Leitung von Buroch und dem späteren technischen Direktor Karl Krause zu einem alternativen Kulturzentrum für Bildende Kunst, Theater, Literatur und Musik umgebaut wurde. Am 29. Dezember 1988 wurde das Haus unter dem Geschäftsführer und Intendanten Buroch offiziell in Betrieb genommen.
1991 gründete er das S.O.A.P. Dance Theatre am Mousonturm und war bis zu dessen Auflösung 1998 Produzent und General-Manager. 1994 initiierte er den Deutsche Produzentenpreis für Choreografie (DPC), der bis 1998 vergeben wurde und der zu den wichtigsten Fördermodellen und höchstdotierten Preisen in Deutschland zählte. Seit 1996 wirkte Buroch als Seminarleiter international, unter anderem für das Goethe-Institut und ab 1999 als Lehrbeauftragter am Institut für Kulturpolitik der Universität Hildesheim. 2001 bis 2002 war er Geschäftsführer der Manifesta 4, Europäische Biennale zeitgenössischer Kunst in Frankfurt. 2006 wurde er Künstlerischer Leiter der 6. Internationalen Sommerakademie und 2004 Mitbegründer des Instituts für Kultur & Management (IKM) zur Qualifizierung von Kunstschaffenden. Von 2006 bis 2011 war er Projektleiter des Tanzlabor 21 (Tanzbasis Frankfurt Rhein-Main). 2010 gründete er am Mousonturm die Tanzkompanie „Kidd Pivot FrankfurtRM'“, die die Choreografin Crystal Pite leitete.
Seit 2012 kuratierte er mit Nina Hümpel das Festival DANCE - München, ab 2017 ist er dort beratend tätig. Von 2012 bis 2015 war Buroch Künstlerischer Leiter von Dance Rhein/Main.

## Auszeichnungen
- 1999 Binding-Kulturpreis für den Mousonturm
- 2006 Bundesverdienstkreuz am Bande
- 2011 Goetheplakette der Stadt Frankfurt am Main
- 2012 Goethe-Plakette des Hessischen Ministeriums für Wissenschaft und Kunst

## Schriften
- Freie Musik- und Theatergruppen in Frankfurt am Main. Katalog, Ausgabe 1. Amt für Wissenschaft und Kunst der Stadt Frankfurt am Main, 1981
- Freie Musik- und Theatergruppen in Frankfurt am Main. Katalog, Ausgabe 2. Amt für Wissenschaft und Kunst der Stadt Frankfurt am Main, 1984